# Гінтарас Ейнікіс
Гінтарас Ейнікіс (30 вересня 1969) — литовський баскетболіст.
Бронзовий призер Олімпійських Ігор 1992, 1996, 2000 років.
Срібний призер Чемпіонату Європи 1995 року.